# Liste von Persönlichkeiten der Gemeinde Igersheim
Diese Liste von Persönlichkeiten der Gemeinde Igersheim zeigt die Bürgermeister, Ehrenbürger, Söhne und Töchter der Gemeinde Igersheim und deren Ortsteile (Igersheim mit dem Dorf Igersheim, den Weilern Holzbronn und Reisfeld, dem Gehöft Staatsdomäne Neuhaus und den Häusern Erlenbach und Taubermühle, Bernsfelden mit den Weilern Bowiesen (Exklave) und Hagenhof, Harthausen mit dem Dorf Harthausen und den Weilern Neubronn und Reckerstal, Neuses und Simmringen), sowie weitere Persönlichkeiten, die mit Igersheim verbunden sind. Die Liste erhebt keinen Anspruch auf Vollständigkeit.

## Bürgermeister
Folgende Personen waren Bürgermeister von Igersheim:
- Bis 2008: Manfred Schaffert. Er trat nach 24 Jahren Amtszeit nicht mehr zur Wahl an.
- Seit 2008: Frank Menikheim. Er wurde 2016 und 2024 wiedergewählt.

## Söhne und Töchter der Gemeinde
Folgende Personen wurden in Igersheim (bzw. in einem Ortsteil des heutigen Gemeindegebiets von Igersheim) geboren:

### 18. Jahrhundert
- Johann Baptist Anton Schmitt (1775–1840), Forstwissenschaftler
- Johann Adam Möhler (* 6. Mai 1796 in Igersheim; † 12. April 1838), römisch-katholischer Theologe, prägte die jüngere Tübinger Schule der Kirchen- und Bibelforschung. Sein bekanntestes Werk ist die 1832 publizierte Symbolik.

### 19. Jahrhundert
- Martin Joseph von Mack (* 19. Februar 1805 auf Burg Neuhaus bei Igersheim; † 24. September 1885), katholischer Theologe.
- Stephan Lösch (* 25. August 1881 im Ortsteil Harthausen; † 25. Oktober 1966 ebenda), katholischer Priester, Theologe, Kirchenhistoriker, Hochschullehrer und wissenschaftlicher Publizist

## Weitere mit Igersheim verbundene Personen

### 13.–18. Jahrhundert
- Erbauer und Eigentümer der Burg Neuhaus bei Igersheim:
  - Herren von Hohenlohe-Brauneck, Besitzer der im 13. Jahrhundert errichteten und im Jahre 1281 erstmals urkundlich erwähnten Burg Neuhaus bei Igersheim.
  - Amtmänner des Deutschen Ordens, von 1704 bis 1789 auf der Burg Neuhaus.

### 19. Jahrhundert
- Martin Steinke, (* 23. Januar 1882; † 29. August 1966 in Igersheim); ab 1933 Tao Chün ('steiler Pfad') (chinesisch 道峻, Pinyin Daò Jùn), war ein deutscher Buddhist und Schriftsteller.

### 20. Jahrhundert
- Während der NS-Zeit ermordete Einwohner (1933–1945): Die während der Zeit des Nationalsozialismus von 1933 bis 1945 ermordeten Einwohner von Igersheim werden im Artikel der jüdischen Gemeinde Igersheim erwähnt.
- Manfred Wittenstein (* 1942), Unternehmer und Gründer der Wittenstein SE, ansässig im Igersheimer Ortsteil Harthausen[2]